# الهجوم على القلعة الحمراء
هو هجوم ارهاب وقع 22 ديسمبر 2000 على القلعة الحمراء في دلهي ، الهند . من قبل جماعة لشكر طيبة .و قتل 3 اشخاص اثنان منهم جنديان و القلعة الحمراء هي منشأة هندية مهمة للغاية حيث تستضيف رئيس وزراء الهند سنويًا في 15 أغسطس .

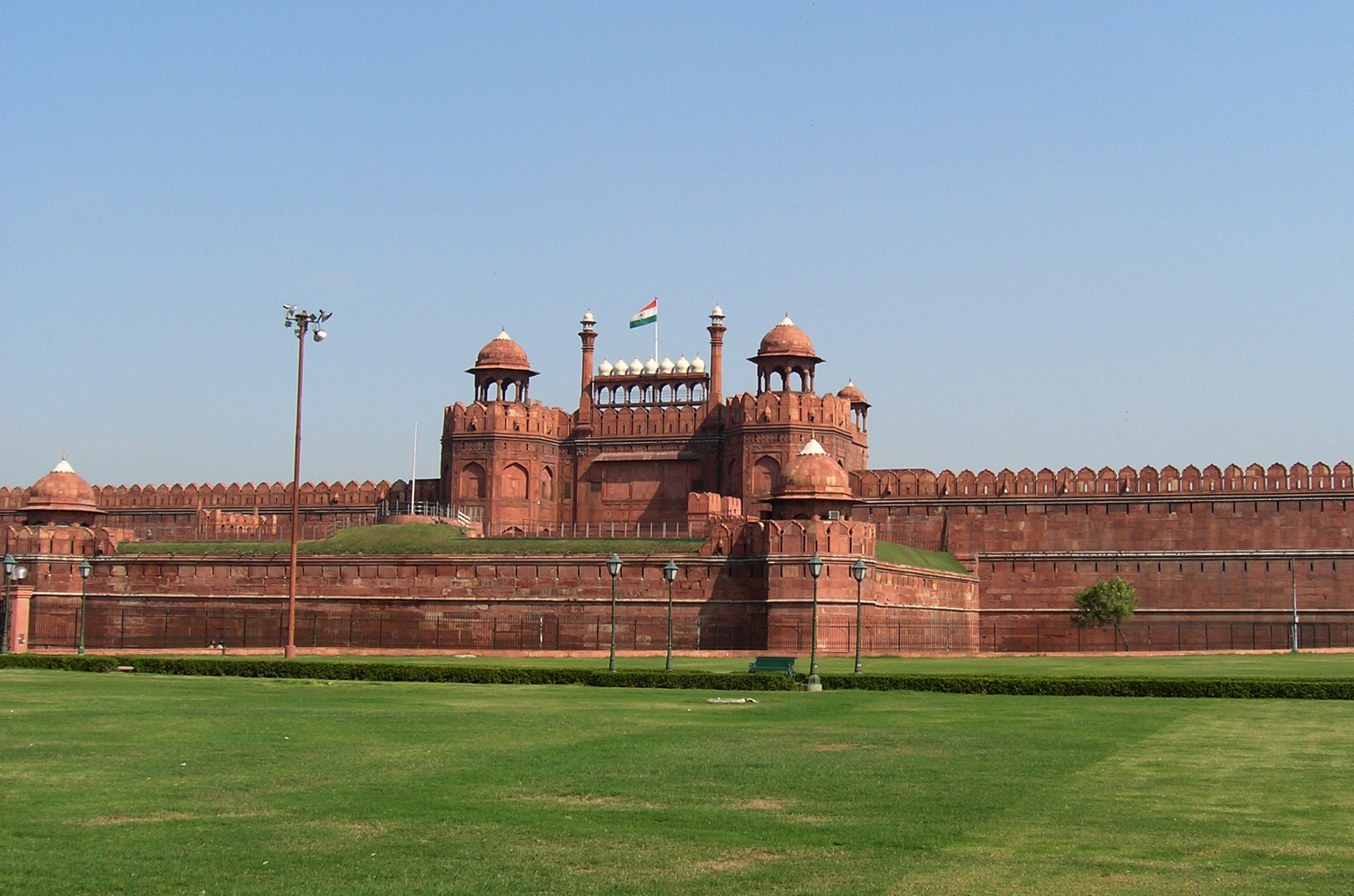